# Agave macroacantha
Agave macroacantha es una especie de planta suculenta perteneciente a la familia Asparagaceae cuya distribución natural comprende los estados de Oaxaca y Puebla, México.

## Descripción
Agave macroacantha produce una roseta de hojas medianas que puede ser basal o puede crecer en un tallo muy corto. Las hojas son suculentas, de tonalidad grisácea-verde y con una longitud de hasta 55 cm, en el ápice hay una espina negra de unos 3 cm de longitud. 
Las flores son pequeñas, grises y rojas, crecen distribuidas en manojos sobre un tallo vigoroso de hasta 3 metros de altura.

## Cultivo
La planta prefiere un lugar seco, soleado y caliente durante el verano y uno cálido y bien iluminado a partir de otoño. Responde favorablemente al riego regular en verano y al riego mínimo en invierno, así como al plantado en una maceta grande con un sustrato poco denso y abundante en grava.